# Ron Lester
Ron Lester (Kennesaw, 4 augustus 1970 – Dallas (Texas), 17 juni 2016) was een Amerikaans acteur.

## Biografie
Lester begon zijn acteercarrière in de komedie Good Burger in 1997. Twee jaar later speelde hij in Varsity Blues naast James Van Der Beek, Amy Smart, Jon Voight en Paul Walker een belangrijke bijrol. In 2001 acteerde hij in de parodie Not Another Teen Movie. 
In datzelfde jaar onderging Lester een maagomleiding. Lester woog meer dan 250 kilo en viel door de operatie ruim 170 kilo af. Na de operatie had hij nog achttien plastische operaties om zijn huid te corrigeren. In november 2015 kreeg Lester problemen met zijn lever en nieren. Hij overleed een half jaar later aan de gevolgen hiervan.

## Filmografie (selectie)
- 1997 · Good Burger
- 2001 · Not Another Teen Movie

- Gemeinsame Normdatei: 1061957179
- International Standard Name Identifier: 0000 0001 1858 7952
- Library of Congress Control Number: no2011031685
- Virtual International Authority File: 169759368
- WorldCat: E39PBJt43GFPjQD96vQ7cCHpyd